# Seqocrypta hamlynharrisi
Seqocrypta hamlynharrisi is een spinnensoort uit de familie Barychelidae. De soort komt voor in Queensland.